# Grimbergen (cerveza)

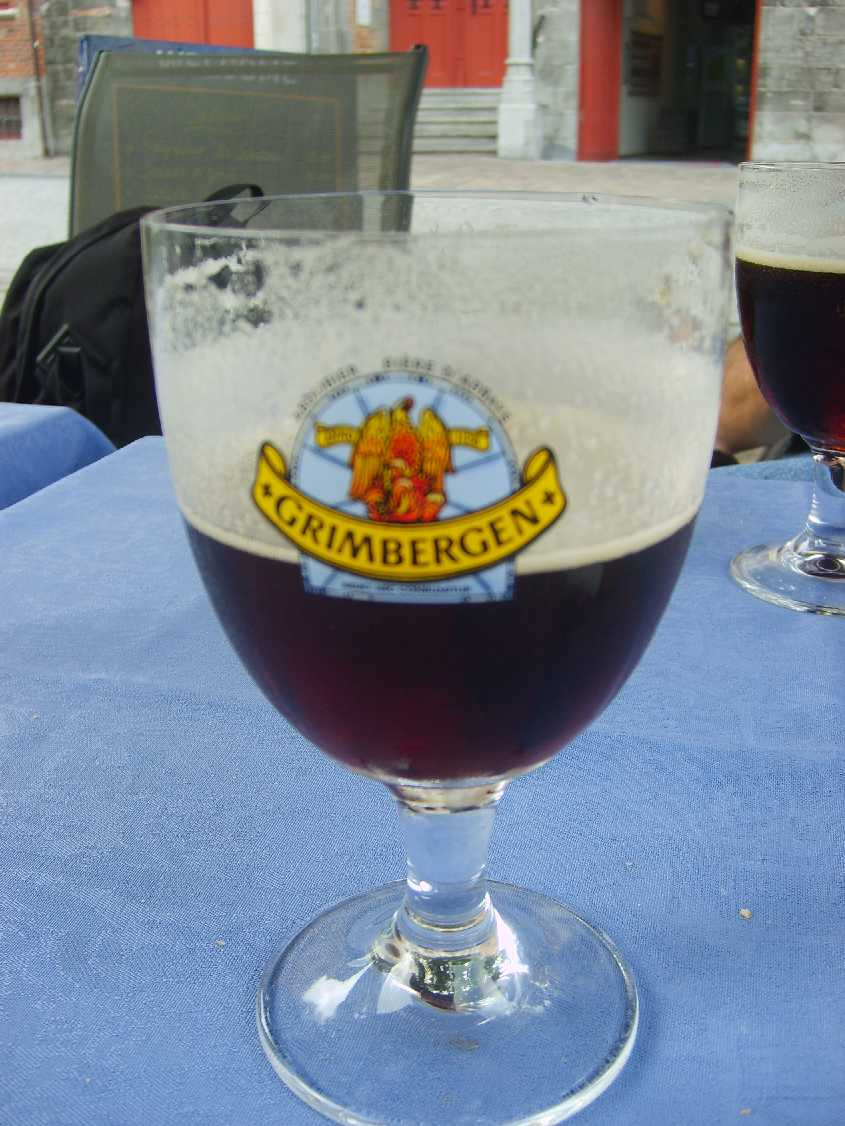
Copa de cerveza Grimbergen.

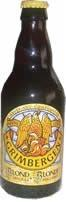
Botella de cerveza Grimbergen.

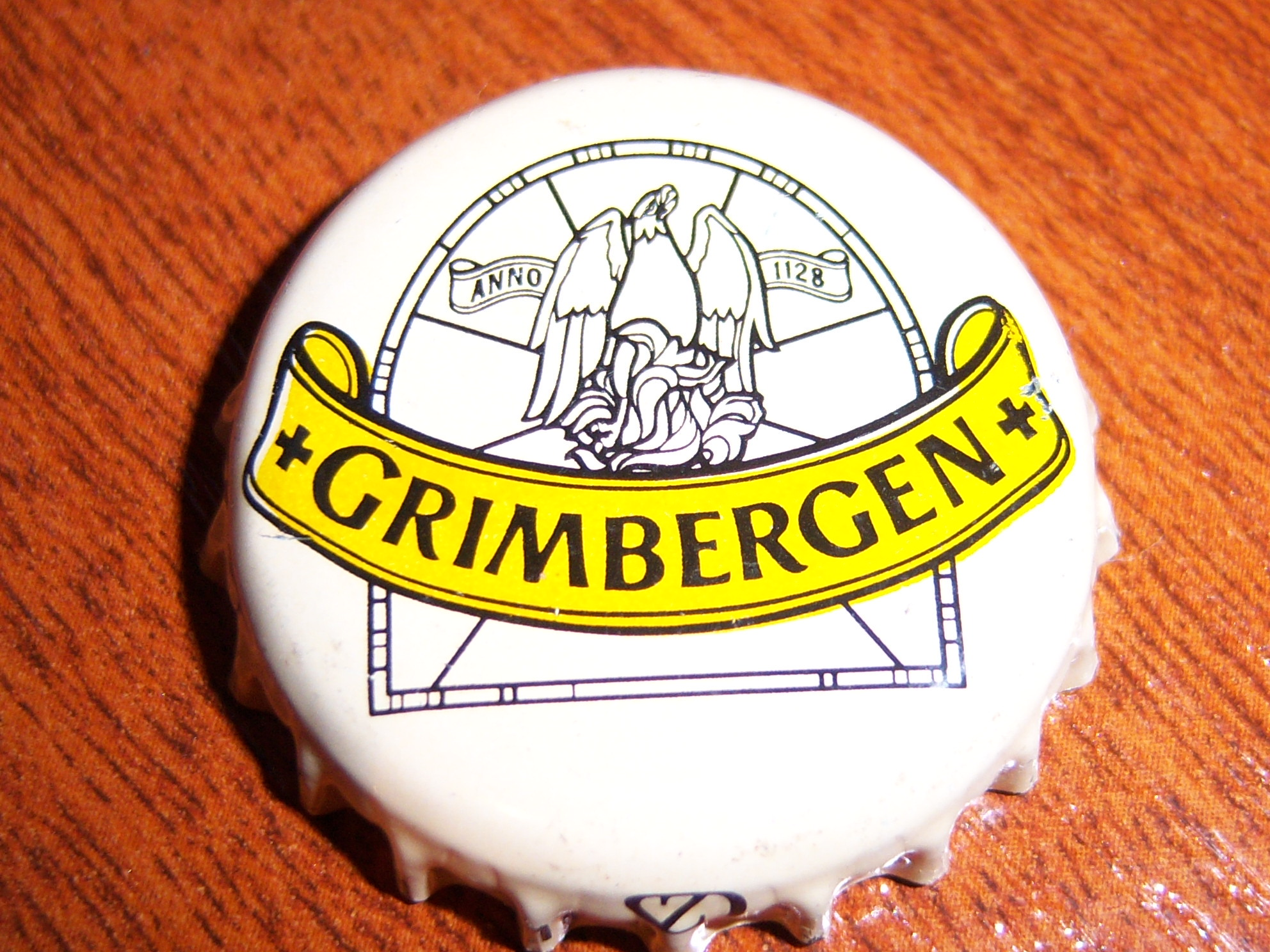
Un tapón corona cerveza Grimbergen.

Grimbergen es una marca de cerveza belga. Originalmente estuvo hecha por monjes Norbertinos en la ciudad belga de Grimbergen. En la actualidad, la bebida está producida y distribuida internacionalmente por las empresas cerveceras Carlsberg y Heineken.
La cerveza Grimbergen surgió en un monasterio fundado por San Norberto en 1128 en la ciudad de donde se toma el nombre de la misma Grimbergen que está ubicada a unos 20 km de Bruselas, en Bélgica.

## Historia
Al principio esta cerveza era producida por los monjes de la abadía de Grimbergen y su elaboración se realizaba a partir de cebada de Gâtinais y una selección de diferentes lúpulos.

## Descripción
Existen numerosas variedades: Óptimo Bruno, Doubel, Tripel, Blond, Goud 8.º y La Cuvée de l'Ermitage. La blonde es una cerveza rubia. Tiene una espuma blanca, densa y con buena adherencia.  La Óptimo Bruno es la más fuerte de las variedades, es una cerveza tostada con 10% de volumen de alcohol.
Elaboradora: Cervecera Alken Maes (Bélgica)